# البيت اليزيدي

شعار البيت اليزيدي

البيت اليزيدي (Kurdish: Mala Êzdiyan ,مالا ئێزدیان) هي منظمة شاملة للمنظمات الإيزيدية في منطقة روجافا شمال سوريا. ويهدف إلى توثيق الثقافة والعادات الإيزيدية، وإقامة علاقات مع المنظمات الإيزيدية على المستوى الدولي. خلال معركة الباغوز فوقاني، قدم البيت اليزيدي المساعدة الطبية للنساء والأطفال اليزيدييين الذين أٌنقذوا من داعش، ويساعد في لم شملهم مع عائلاتهم في سنجار. تأسس أول بيت إيزيدي في قرية باصوفان شمال غرب سوريا عام 2012، بعد أن سيطرت وحدات حماية الشعب ذات الأغلبية الكردية على المنطقة.